# Westland Wagtail
Westland Wagtail byl prototyp britského jednomotorového dvouplošného stíhacího letounu vzniklý v době první světové války. Projekt skončil neúspěchem, vzhledem k nespolehlivosti zvoleného motoru ABC Wasp, a vzniklo pouze pět kusů stroje.

## Vznik a vývoj
Wagtail byl u firmy Westland Aircraft v Yeovilu navržen v roce 1917 v odpověď na specifikace Royal Air Force IA, požadující lehký stíhací letoun překonávající výkony Sopwith Camel. Konstrukční tým, vedený manažerem společnosti Robertem Brucem a hlavním kresličem Arthurem Davenportem, přišel s návrhem malého dvouplošníku s jednokomorovým systémem vzpěr, poháněného hvězdicovým motorem ABC Wasp o výkonu 170 hp (127 kW), podobně jako ostatní stroje vznikající podle stejných požadavků, BAT Bantam a Sopwith Snail. Wagtail měl konvenční konstrukci ze dřeva potaženého plátnem, s velkým výřezem v horním křídle zlepšujícím výhled pilota, a výzbrojí tvořenou dvěma synchronizovanými kulomety Vickers v přídi trupu.:s.132–133:s.74–76
V únoru 1918 byla udělena oficiální zakázka na šest prototypů (ačkoliv objednávka posledních dvou kusů byla později zrušena), včetně jednoho draku určeného k pozemním pevnostním zkouškám.:s.134 Zpoždění v dodávkách motorů vedly k odkladu letových zkoušek Wagtailu, a první, sériového čísla  C4291, poprvé vzlétl až v dubnu 1918, dva měsíce po dokončení draku. Zkoušky ukázaly dobrou ovladatelnost Wagtailu, ale také nespolehlivost motoru Wasp.:s.76–77 Ačkoliv Wagtail se jevil jako nejlepší ze tří stíhaček poháněných tímto motorem, v říjnu 1918 byl další vývoj Waspu opuštěn, což spolu s koncem bojů 11. listopadu vedlo k zastavení vývoje typu a nepřijetí Wagtailu jako stíhačky.:s.135
V roce 1920 přesto došlo k objednávce dalších dvou kusů (sériová čísla J6581 a J6582),:s.79 určených jako zkušební pro nově vyvíjený hvězdicový motor Armstrong Siddeley Lynx o výkonu 150 hp (112 kW). Tyto dva stroje, se zkrácenou přední částí trupu, která měla kompenzovat větší hmotnost nového motoru a změněným tvarem svislé ocasní plochy,:s.79 byly dodány v roce 1921 a byly používány až do srpna 1922.:s.134:s.79

## Uživatelé
- Spojené království
  - Royal Air Force
  - Royal Aircraft Establishment[1]:s.78–79

## Specifikace
Údaje podle:s.79–80a :s.197a–198a

### Technické údaje
- Osádka: 1
- Délka: 5,77 m (18 stop a 11 palců)
- Rozpětí: 7,06 m (23 stop a 2 palce)
- Výška: 2,4 m (8 stop)
- Nosná plocha: 18 m² (190 čtverečních stop)
- Profil křídla: RAF 15
- Prázdná hmotnost: 388 kg (746 liber)
- Vzletová hmotnost: 603 kg (1 330 lb)
- Kapacita paliva: 91 l (20 imperiálních galonů)
- Kapacita maziva: 14 l (3 imp. gal.)
- Pohonná jednotka: 1 × vzduchem chlazený hvězdicový sedmiválec ABC Wasp pohánějící dvoulistou dřevěnou vrtuli
- Výkon pohonné jednotky: 130 kW (170 hp) při 1 900 otáčkách za minutu

### Výkony
- Maximální rychlost: 201 km/h (109 uzlů, 125 mph)
- Vytrvalost: 2 hodiny a 30 minut letu ve výši 4 600 m (15 000 stop)
- Praktický dostup: 6 100 m (20 000 stop)
- Stoupavost: 7,26 m/s (1 429 stop za minutu)
- Zatížení křídel: 34 kg/m² (7 lb/ft²)
- Poměr výkon/hmotnost: 0,213 kW/kg (0,13 hp/lb)

### Výzbroj
- 2 × synchronizovaný kulomet Vickers ráže 7,7 mm